# Flik 1
La Flik 1 (abbreviazione per Fliegerkompanie 1) fu la prima squadriglia della kaiserliche und königliche Luftfahrtruppen. Per un breve periodo fu di stanza al confine serbo, quindi trasferita in Russia e poi al fronte dei Balcani. Successivamente fu trasformata nel ruolo caccia (Flik 1J) e poi in bombardamento (Flik 1D).

## Storia

### Prima guerra mondiale
La squadriglia, vista la sua formazione nel 1914, appartiene alle prime unità al mondo. Quando scoppiò la prima guerra mondiale, da Fischamend fu portata al confine serbo a Bavanište di Kovin. Dopo che la Russia si unì alla guerra, fu reindirizzata sul fronte orientale, prima ad Ivano-Frankivs'k e poi a Čortkiv. A causa dell'avanzata russa fu ritirata a Sambir e poi a Cracovia. Il 25 luglio 1917, la squadriglia fu riorganizzata diventando Flik 1D da bombardamento; allo stesso tempo fu mandata sul fronte italiano con una base a Lehi. Nel 1918 fu trasformata in squadriglia caccia (Flik 1J) e diretta nei Balcani. Fu prima situata a Tirana, in seguito ad Igalo sulla riva della Bocche di Cattaro. Il primo comandante dell'unità era il tenente Josef Smetana, poi sostituito dal capitano Otto Jindra. A seguito dei trattati di pace, la forza aerea austriaca scomparse come arma nella monarchia e, di conseguenza, la squadriglia venne abolita.
Essa aveva come simbolo il gabbiano con aquila color oro con ali, ascelle, scudo convesso laterale ad arco.
Nella squadriglia c'erano sette assi (due di loro ungheresi) che conseguirono le seguenti vittorie nell'unità:
- 9 Otto Jindra
- 4 Julius Arigi
- 3 Godwin Brumowski, Károly Kaszala e Kurt Gruber (aviatore)
- 2 Béla Macourek.